# Hedevig Schad
Hedevig Schad (20. april 1909 i København – 22. juni 1966) var en dansk skuespiller.

## Filmografi
- Op med lille Martha (1946)
- Et eventyr om tre (1954)
- Tre finder en kro (1955)
- Det lille hotel (1958)
- Vi er allesammen tossede (1959)